# Göviken Heliport
Göviken Heliport är en flygplats och helikopterlandningsplats/heliport vid Storsjöns strand i Östersund. Fastigheten är benämnd "Spökis" i fastighetsregistret efter Gunnar "Spökis" Andersson, den legendariske fjällflygaren som grundade flygföretaget Jämtlands Flyg AB. Idag bedrivs helikopterverksamheten av Kallax Flyg AB Sverige.

## Historik
Ursprungligen användes sjöflygplan för att komma ut i den vidsträckta fjällvärlden, och Göviken var en lämplig plats för sådana, nära Lugnvik. Än idag finns det spår av sjöflygverksamheten, där en nedfart i vattnet skapar två separata pirar.

## Utveckling
Idag används endast helikoptrar på Göviken Heliport, och med närliggande helikopterlandningsplatser[förklaring behövs] finns ett dussin helikoptrar, inklusive landstingets ambulanshelikopter.

## Hangar
Hangaren byggdes ut 2003 för att rymma Jämtlandsflygs växande flotta, numera[när?] fem-sju helikoptrar beroende på säsong.

## Bränsle
Bränslesystem för flygfotogen JETA1 till turbindrivna helikoptrar finns liksom flygbensin AVGAS 100LL till kolvmotordrivna helikoptrar och sjöflygplan.